# 黄氏翠兰
黄氏翠兰 （1966年5月6日—），女性，京族，曾为越共党员，永福省永安市人，越南政治人物。

## 生平
黄氏翠兰出生于越南民主共和国永福省，并长期在该省工作。曾任永福省总工会主席；越共永福省委常委、检察委员会主任；省委副书记，省委组织部长。
2015年，黄氏翠兰接替范文望出任越共永福省委书记。2020年10月15日，她在越共永福省第十七次代表大会继续当选为该省党委书记，10月30日，当选为永福省人民议会主席，并在2021年的越共十三大上当选为中央委员。
2024年3月8日，黄氏翠兰因收受贿赂等罪嫌被公安部逮捕。同年3月21日，越共中央决定将其开除党籍和公职。